# Epítetos escolásticos
Durante la época escolástica, en Europa era costumbre designar a los científicos más celebrados mediante epítetos que señalasen su excelencia o dignidad. La siguiente es una lista de los principales epítetos concedidos en este periodo, junto con las fechas de muerte de los correspondientes científicos.
Véase también Doctor de la Iglesia y Lista de nombres latinizados

## Lista alfabética, por epíteto

### Doctores en teología
| Epíteto                                       | Nombre                         | Orden religiosa | Muerte      |
| --------------------------------------------- | ------------------------------ | --------------- | ----------- |
| Doctor Magister Abstractionum                 | Francisco de Mayronis          | O.F.M.          | 1325 o 1327 |
| Doctor Acutissimus                            | Sixto IV                       | -               | 1484        |
| Doctor Acutus                                 | Francisco de Mayronis          | O.F.M.          | 1325-27     |
| Doctor Acutus                                 | Gabriel Vázquez                | S.J.            | 1604        |
| Doctor Amoenus                                | Robert Cowton                  | O.F.M.          | 1340        |
| Doctor Angelicus                              | Tomás de Aquino                | O.P.            | 1274        |
| Doctor Arca testamenti; Evangelical Doctor    | Antonio de Padua               | O.F.M.          | 1231        |
| Doctor Authenticus                            | Gregorio de Rímini             | O.S.A.          | 1358        |
| Doctor Authenticus                            | Thomas Netter                  | O. Carm.        | 1431        |
| Doctor Averroista et philosophiae parens      | Urbanus                        | O.S.M.          | 1403        |
| Doctor Beatus et fundatissimus                | Gil de Roma                    | O.S.A.          | 1316        |
| Doctor Bonus                                  | Walter Burley                  | O.F.M.          | 1310        |
| Doctor Christianus                            | Nicolás de Cusa                | -               | 1464        |
| Doctor Clarus                                 | Luis Montesinos                | -               | 1621        |
| Doctor Clarus ac subtilis                     | Denis de Cîteaux               | -               | siglo XV    |
| Doctor Collectivus                            | Landolfo Caracciolo            | O.F.M.          | 1351        |
| Doctor Columna doctorum                       | Guillermo de Champeaux         | O.S.B.          | 1121        |
| Doctor Contradictionum                        | Juan Wessel Gansfort           | -               | 1489        |
| Doctor Difficilis                             | Giovanni da Ripa               | O.F.            | 1368        |
| Doctor Divinus Ecstaticus                     | Jan van Ruysbroek              | Can. Reg.       | 1381        |
| Doctor doctorum Scholasticus                  | Anselmo de Laon                | -               | 1117        |
| Doctor Dulcifluus                             | Antonius Andreas               | O.F.M.          | 1320        |
| Doctor Ecstaticus                             | Dionisio Cartujano             | -               | 1471        |
| Doctor Eminens                                | Juan de Mata                   | O.Trin.         | 1213        |
| Doctor Emporium theologiae                    | Laurent Gervais                | O.P.            | 1483        |
| Doctor Evangelicus                            | John Wycliffe                  | -               | 1330        |
| Doctor Excellentissimus                       | Antonio Corsetti               | -               | 1503        |
| Doctor Eximius                                | Francisco Suárez               | S.J.            | 1617        |
| Doctor Facundus                               | Pedro Auréolo                  | O.F.M.          | 1322        |
| Doctor Famosissimus                           | Petrus Alberti                 | O.S.B.          | 1426        |
| Doctor Famosus                                | Bertrand de Turre              | O.F.M.          | 1334        |
| Doctor Fertilis                               | Francisco de Candia            | O.F.M.          | siglo XV    |
| Doctor Floridus                               | Guillaume de Vorillon          | O.F.            | 1463        |
| Doctor Flos mundi                             | Maurice O'Fiehely              | O.F.M.          | 1513        |
| Doctor Fundamentalis                          | Joannes Faber de Bordeaux      | -               | 1350        |
| Doctor Fundatissimus                          | Gil de Roma                    | -               | 1316        |
| Doctor Fundatissimus                          | Willem Hessels van Est         | -               | 1613        |
| Doctor Fundatus                               | Guillermo de Ware              | O.F.M.          | 1270        |
| Doctor Humilitate                             | Pedro de San José de Betancur  | O.F.B           | 1667        |
| Doctor Hyperbolicus (Doctor Lügner)           | Martín Lutero                  | O.S.A/Prot.     | 1546        |
| Doctor Illibatus                              | Alexander Alamannicus          | O.F.M.          | siglo XV    |
| Doctor Illuminatus                            | Francisco de Mayronis          | O.F.M.          | 1325-27     |
| Doctor Illuminatus                            | Ramon Llull                    | O.F.M.          | 1315        |
| Doctor Illuminatus et sublimis                | Juan Taulero                   | O.P.            | 1361        |
| Doctor Illustratus                            | Franciscus Picenus             | O.F.M.          | siglo XIV   |
| Doctor Illustris                              | Adam Marsh                     | O.F.M.          | 1308        |
| Doctor Inclytus                               | William Mackelfield            | O.P.            | 1300        |
| Doctor Ingeniosissimus                        | André de Neufchâteau           | O.F.M.          | 1300        |
| Doctor Inter Aristotelicos Aristotelicissimus | Haymo de Faversham             | O.F.M.          | 1244        |
| Doctor Invincibilis                           | Pedro Tomás                    | O.F.M.          | siglo XIV   |
| Doctor Irrefragibilis                         | Alejandro de Hales             | O.F.M.          | 1245        |
| Doctor Magister Sententiarum                  | Peter Lombard                  | -               | 1164        |
| Doctor Magnus                                 | Gilbert de Citeaux             | O.Cist          | 1280        |
| Doctor Marianus                               | Anselmo de Canterbury          | O.S.B.          | 1109        |
| Doctor Marianus                               | Duns Scotus                    | O.F.M.          | 1308        |
| Doctor Mellifluus                             | Bernard de Clairvaux           | O. Cist.        | 1153        |
| Doctor Mirabilis                              | Roger Bacon                    | O.F.M.          | 1294        |
| Doctor Mirabilis                              | Antonio Pérez S.I.             | S.J.            | 1649        |
| Doctor Moralis                                | Gerardus Odonis                | O.F.M.          | 1349        |
| Doctor Notabilis                              | Pierre de l'Ile                | O.F.M.          | siglo XIV   |
| Doctor Ordinatissimus                         | Johannes de Bassolis           | O.F.M.          | ca. 1347    |
| Doctor Ornatissimus et sufficiens             | Petrus de Aquila               | O.F.M.          | 1344        |
| Doctor Pacificus (Proficuus, Imaginativus)    | Nicolas Bonet                  | O.F.M.          | 1360        |
| Doctor Parisiensis                            | Guido Terrena                  | O.Carm          | 1342        |
| Doctor Planus et utilis                       | Nicolás de Lira                | O.F.M.          | 1340        |
| Doctor Praeclarus                             | Peter de Kaiserslautern        | O.Praem         | 1330        |
| Doctor Praestantissimus                       | Thomas Netter                  | O.Carm          | 1431        |
| Doctor Profundissimus                         | Pablo de Venecia               | O.S.A.          | 1428        |
| Doctor Profundissimus                         | Gabriel Biel                   | Can. Reg.       | 1495        |
| Doctor Profundissimus                         | Juan Alfonso Curiel            | O.S.B.          | 1609        |
| Doctor Profundus                              | Thomas Bradwardine             | -               | 1349        |
| Doctor Profundus                              | Giacomo di Ascoli              | O.F.C.          | ca. 1310    |
| Doctor Rarus                                  | Hervaeus Natalis               | O.P.            | 1323        |
| Doctor Refulgidus                             | Pietro de Candia (Alejandro V) | -               | 1410        |
| Doctor Resolutissimus                         | Durandus de Saint-Pourçain     | O.P.            | 1334        |
| Doctor Resolutus                              | John Baconthorpe               | O.Carm.         | 1346        |
| Doctor Scholasticus                           | Pedro Abelardo                 | -               | 1142        |
| Doctor Scholasticus                           | Gilbert de la Porrée           | -               | 1154        |
| Doctor Scholasticus                           | Peter Lombard                  | -               | 1164        |
| Doctor Scholasticus                           | Peter de Poitiers              | -               | 1205        |
| Doctor Scholasticus                           | Hugo de Newcastle              | O.F.M.          | 1322        |
| Doctor Scotellus                              | Antonius Andreas               | O.F.M.          | 1320        |
| Doctor Scotellus                              | Peter de Aquila                | O.F.M           | 1361        |
| Doctor Scotellus                              | Stephanus Brulefer             | O.F.M           | ca. 1497    |
| Doctor Seraphicus (Doctor Devotus)            | Buenaventura de Fidanza        | O.F.M.          | 1274        |
| Doctor Singularis et invincibilis             | Guillermo de Ockham            | O.F.M.          | 1347 o 1359 |
| Doctor Solemnis (Doctor Validus)              | Enrique de Gante               | -               | 1293        |
| Doctor Solidus Copiosus                       | Ricardo de Mediavilla          | O.F.M.          | 1300        |
| Doctor Speculativus (Doctor Gratiosus)        | Jaime de Viterbo               | O.S.A.          | 1307        |
| Doctor Strenuus (Doctor Proficuus)            | Pedro Tomás                    | O.F.            | siglo XIV   |
| Doctor Sublimis                               | Franciscus de Bachone          | O.Carm.         | 1372        |
| Doctor Sublimis                               | Jean Courte-Cuisse             | -               | 1425        |
| Doctor Subtilis (Doctor Marianus)             | Duns Scotus                    | O.F.M.          | 1308        |
| Doctor Subtilissimus                          | Pedro de Mantua                | -               | siglo XIV   |
| Doctor Succinctus                             | Francis de Ascoli              | -               | ca. 1344    |
| Doctor Supersubtilis                          | Giovanni da Ripa               | O.F.            | 1368        |
| Doctor Universalis                            | Alain de Lille                 | -               | 1202        |
| Doctor Universalis                            | Alberto Magno                  | O.P.            | 1280        |
| Doctor Universalis                            | Gilbert, obispo de Londres     | -               | 1134        |
| Doctor Venerabilis et Christianissimus        | Juan Gerson                    | -               | 1429        |
| Doctor Venerandus                             | Geoffroy de Fontibus           | O.F.M.          | 1240        |
| Doctor Vitae Cenador                          | Johannes Wallensis             | O.F.M.          | 1300        |

### Doctores en derecho
| Epíteto                           | Nombre                  | Muerte         |
| --------------------------------- | ----------------------- | -------------- |
| Doctor Aristotelis Anima          | Johannes Dondus         | 1380           |
| Doctor un Doctoribus              | Antonius Franciscus     | 1528           |
| Doctor Fons Canonum               | Johannes Andrea         | 1348           |
| Doctor Fons Juris Utriusque       | Henry de Susa (Ostia)   | 1267-81        |
| Doctor Lucerna Juris              | Baldo degli Ubaldi      | 1400           |
| Doctor Lucerna Juris Pontificii   | Panormitanus (O.S.B.)   | 1445           |
| Doctor Lumen Juris                | Clemente IV             | 1268           |
| Doctor Lumen Legum                | Irnerio                 | 1125 (después) |
| Doctor Memoriosissimus            | Ludovicus Pontanus      | 1439           |
| Doctor Monarcha Juris             | Bartholomew De Saliceto | 1412           |
| Doctor Os Aureum                  | Bulgarus                | 1166           |
| Doctor Pater Decretalium          | Gregorio IX             | 1241           |
| Doctor Pater et Organum Veritatis | Inocencio IV            | 1254           |
| Doctor Pater Juris                | Inocencio III           | 1216           |
| Doctor Pater Peritorum            | Pierre de Belleperche   | 1307           |
| Doctor Planus ac Perspicuus       | Walter Burleigh         | 1337           |
| Doctor Princeps Subtilitatum      | Francesco d'Accolti     | 1486           |
| Doctor Speculator                 | Guillermo Durando       | 1296           |
| Doctor Speculum Juris             | Bártolo de Sassoferrato | 1359           |
| Doctor Subtilis                   | Benedict Raymond        | 1440           |
| Doctor Subtilis                   | Filippo Corneo          | 1462           |
| Doctor Verus                      | Thomas Doctius, Siena   | 1441           |

### Otros epítetos
| Accolade              | Nombre               | Muerte        | Notas/de traducción                                                                   |
| --------------------- | -------------------- | ------------- | ------------------------------------------------------------------------------------- |
| Apostolus             | San Pablo            | 67            | Debido a su preeminencia en la Biblia por sus epístolas y papel central en los Hechos |
| Comentarista          | Averroes (Ibn Rushd) | 1198          |                                                                                       |
| Magister sententiarum | Peter Lombard        | 1160          |                                                                                       |
| Philosophus           | Aristóteles          | 322 a. C.     |                                                                                       |
| Propheta              | David                | siglo X a. C. | Por ser autor de los Salmos                                                           |
| Theologus             | Agustín de Hipona    | 430           |                                                                                       |